# Drevníky
Drevníky är en ort i Tjeckien.   Den ligger i regionen Mellersta Böhmen, i den centrala delen av landet, 40 km söder om huvudstaden Prag. Drevníky ligger 323 meter över havet och antalet invånare är 288. Den ligger vid sjön Údolní nádrž Slapy.
Terrängen runt Drevníky är huvudsakligen platt, men norrut är den kuperad. Drevníky ligger nere i en dal. Runt Drevníky är det ganska tätbefolkat, med 96 invånare per kvadratkilometer. Närmaste större samhälle är Příbram, 19,2 km väster om Drevníky. Omgivningarna runt Drevníky är en mosaik av jordbruksmark och naturlig växtlighet.